# Werner Holmberg
Gustaf Werner Holmberg, född 1 november 1830 i Helsingfors, död 24 september 1860 i Düsseldorf, var en finländsk konstnär.
Holmberg kom 1853 till Düsseldorf, där han som elev hos Hans Gude gjorde överraskande framsteg och snart skapade sig ett namn som landskapsmålare. Hans landskap skiljer sig från den gängse Düsseldorfstilen, genom sin ljusare och glättigare kolorit, och han betraktas som Finlands förste store konstnär. Typiska för hans landskapskonst är Kyröforsarna och Postväg i Finland, båda i Ateneum.

## Biografi

### Tidigt liv
Holmberg föddes i Helsingfors. Hans far var Olof Henrik Holmberg (1799–1863) och han mor Josefina Gustava Federley (1806–1840). Modern gick bort i en lungsjukdom och Olof uppfostrade sina sex överlevande barn med hjälp av sina systrar. Holmberg var intresserad av att måla från tidig ålder och tog privatlektioner av Pehr Adolf Kruskopf och senare Magnus von Wright. Han lärde sig också oljemålning av Johan Erik Lindh. 1848 blev han student vid den nybildade Konstakademin. Fadern Olof ville dock att sonen skulle studera juridik, så under första året av universitetsstudierna arbetade han även deltid på Tullstyrelsen. På universitetet lärde han sig måleri av Berndt Godenhjelm och von Wright igen. 1850 hjälpte han Robert Wilhelm Ekman att måla fresker i Åbo domkyrka. 1853 avslutade han sina studier.
|              |
| Aurora, 1849 |

|                                        |
| Midsommardagen's natt vid Torneå, 1849 |

|                                                      |
| Storms or Degervik crown office at Kirkkonummi, 1852 |

### Studier i Düsseldorf
I juli 1853 flyttade han till Düsseldorf som den första finska konststudenten, efter att många norska och svenska konststudenter redan hade åkt dit för att studera. Han studerade där under Hans Gude. Erik Bodom rekryterades också för att hjälpa honom med hans arbete. Nordiska ämnen var populära i Tyskland, och han fokuserade först på dem med verk som Kyröforsen. Hans genombrott var 1856 med Autumn Morning, och med den nyvunna berömmelsen kunde han snabbt sälja alla sina målningar. Vid det här laget erkände Gude Holmberg som färdigutbildad och avslutade sin handledning, även om de fortfarande höll nära kontakt. När han fick slut på skisser av Finland började han måla tyska landskap.
|                              |
| Finnish Lake Landscape, 1854 |

|                        |
| German Landscape, 1855 |

|                    |
| Poplar Alley, 1856 |

|                       |
| The Kyrö Rapids, 1856 |

|                      |
| Autumn Morning, 1856 |

|                        |
| German Farmhouse, 1857 |

|                    |
| Poplar Alley, 1857 |

|                                                |
| Landsväg i Tavastland (En het sommardag), 1860 |

### Efter studierna i Düsseldorf
1857, efter fyra års bortovaro, återvände han till Finland och umgicks med släktingar. Sommaren 1858 tillbringade han tid i Norge och gifte sig med norskan Anna Glad (1834–1909), en målare och dotter till befälhavaren för Akershus fästning, Christian Glad. Gude tillbringade också en tid med Holmberg i Norge och de målade akvarellskisser tillsammans nära Christiania. Holmberg hade bosatt sig i Düsseldorf där han övervintrade med Anna. De besökte Finland sommaren 1859 och tillbringade tid i Kuru.
|                                                 |
| Rain at a Fjord Near Kristiania, 1858, akvarell |

|                                            |
| Landscape from Kuru in Morning Light, 1858 |

|                                            |
| Landscape from Kuru in Evening Light, 1858 |

|                               |
| Forest in Rainy Weather, 1859 |

### Död
Men i början av 1860 hade han avsevärda svårigheter med sina lungor, på grund av tuberkulos, som han redan hade kämpat med i flera år. På våren fick de dottern Betzy (som senare blev kompositör) men paret råkade också ut för ekonomiska problem då de hade svårare att sälja tavlor. Situationen såg ljusare ut igen när han blev inbjuden att bli professor i landskapskonst på en ny konstskola i Weimar. Men inbjudan avbröts och Werner var nu sängliggande med sin sjukdom. När han dog i september lämnades många av hans målningar oavslutade. En av hans systrar och en äldre bror hade också dött av samma sjukdom.
|                       |
| Cottage in Kuru, 1859 |

|                          |
| Finnish Hop Garden, 1860 |

|                               |
| Storm on Lake Näsijärvi, 1860 |

|                         |
| Mail Road in Häme, 1860 |

|                                       |
| Road in Häme (A Hot Summer Day), 1860 |

|                                                                           |
| Ideal Landscape, 1860, hans sista målning, med lätt putsning av Hans Gude |

## Eftermäle
Holmberg är den förste finske målare som har fått intrenationellt erkännande. Hans inverkan på speciellt finskt landskapsmåleri var stort.